# Tadla-Ebene

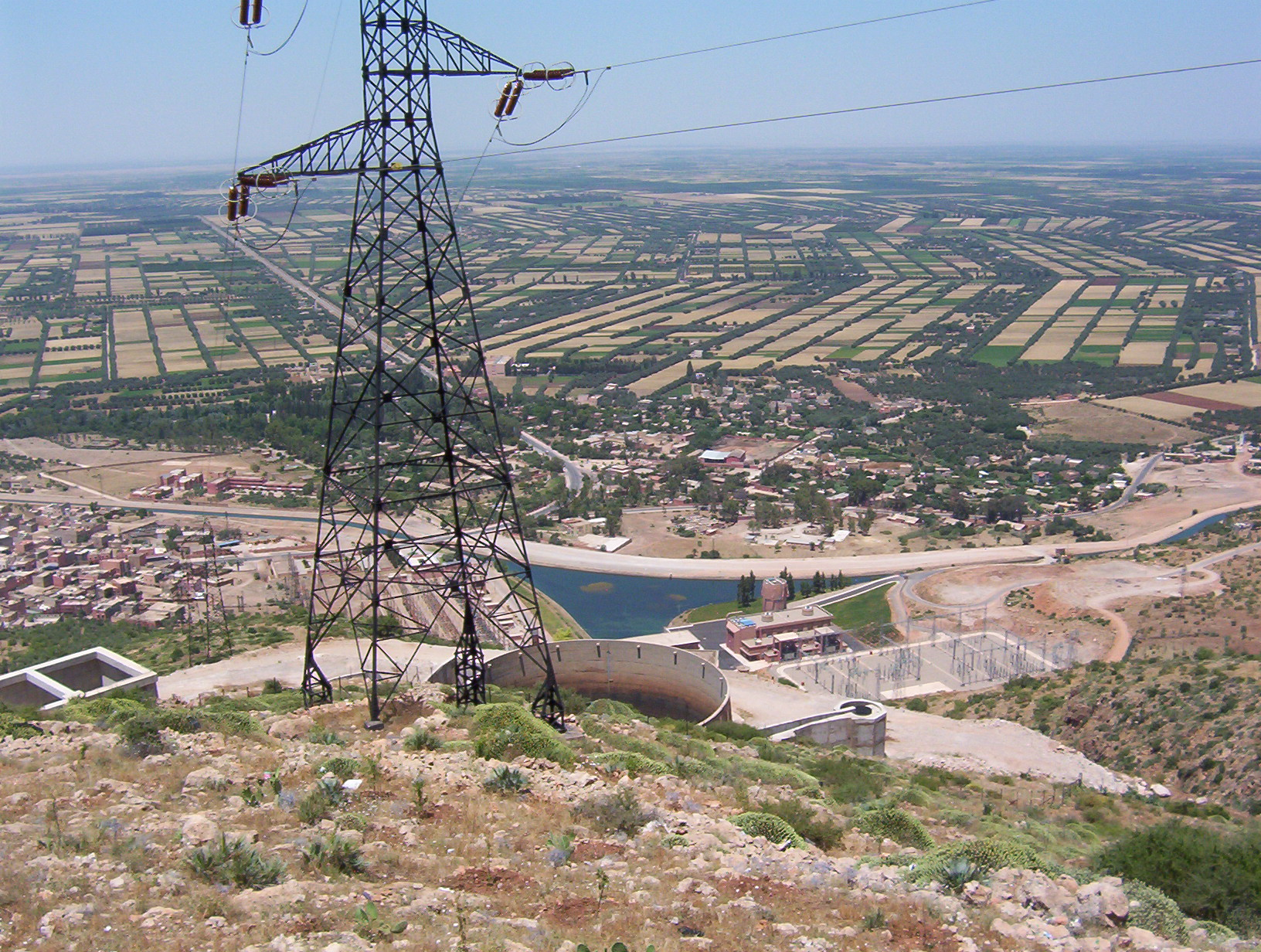
Afourar und die Felder der Tadla-Ebene

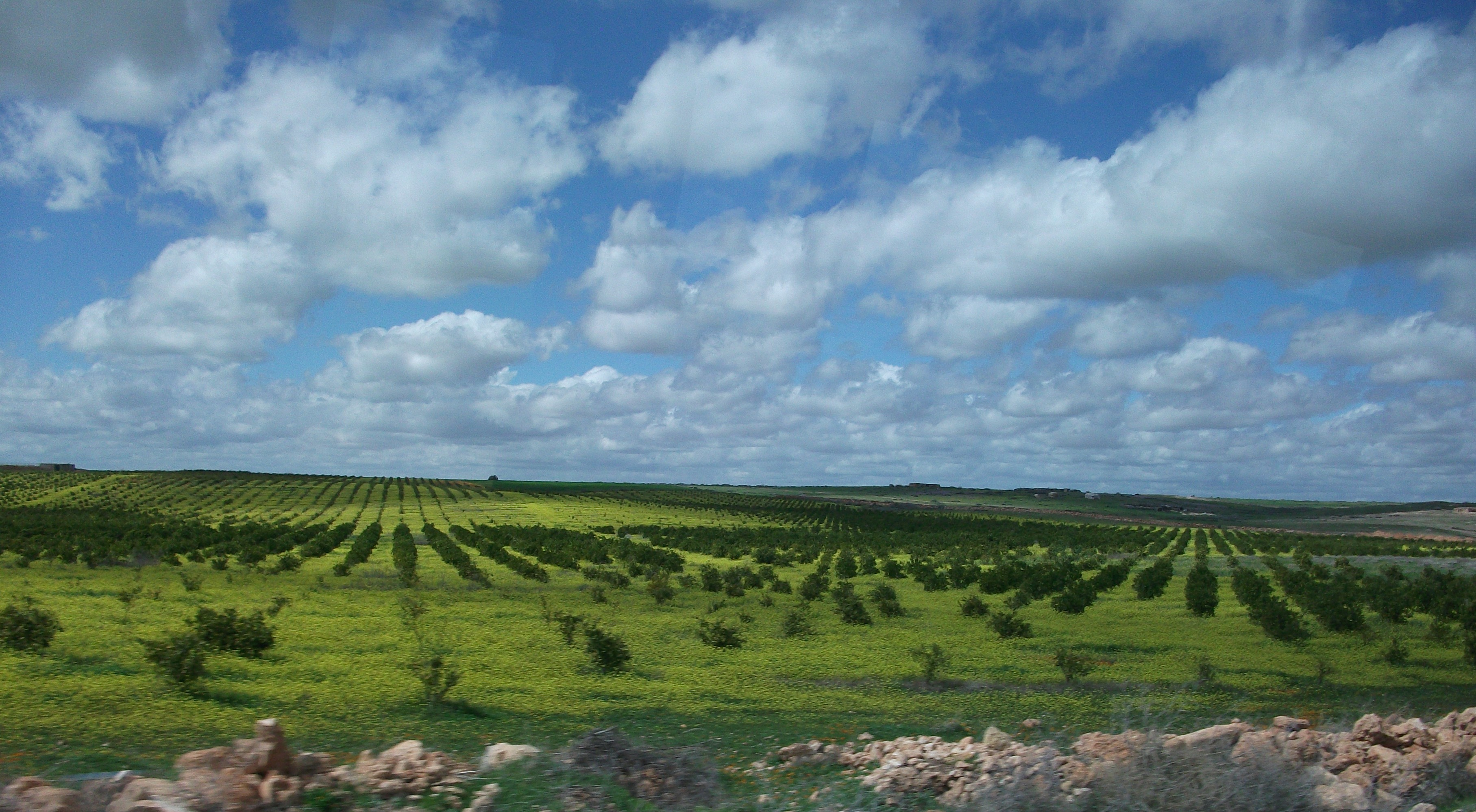
Olivenplantagen in der Tadla-Ebene bei Bejaâd

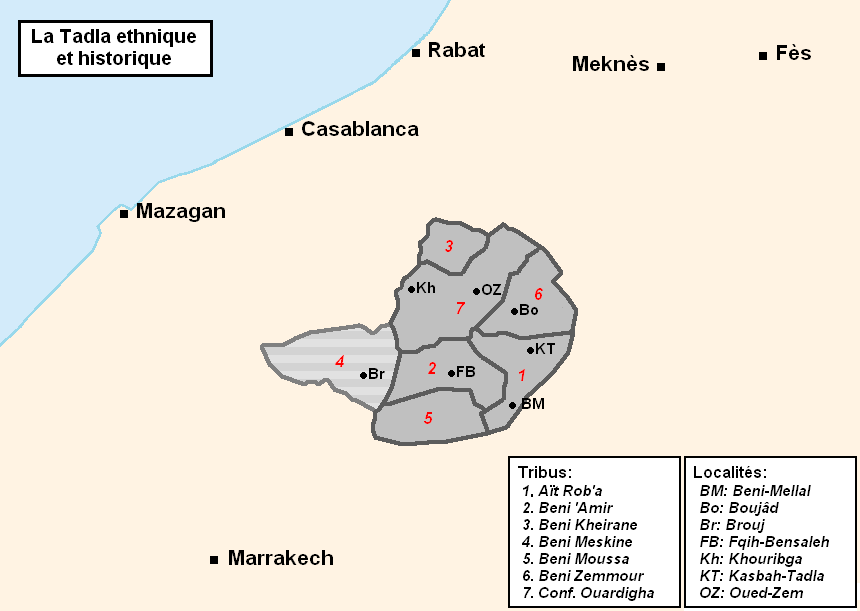
Ehemalige Stammesgebiete in der Tadla-Ebene

Die eine Fläche von ca. 3600 km² umfassende Tadla-Ebene ist ein von Westen nach Osten leicht ansteigendes welliges, aber sehr fruchtbares Agrargebiet in der Region Béni Mellal-Khénifra im südlichen Zentrum Marokkos.

## Geografie
Die zumeist in Höhen zwischen ca. 350 und 550 m liegende Tadla-Ebene wird im Süden und Osten begrenzt durch die Berge des Mittleren Atlas; hier fließt auch der Oum er-Rbia, einer der wichtigsten ganzjährig Wasser führenden Flüsse Marokkos. Im Norden und Westen grenzen die Phosphatabbaugebiete von Khouribga und die historisch bedeutsame Landschaft der Chaouia an. Der Großteil der jährlichen Niederschlagsmenge fällt im Winterhalbjahr und beträgt in der Regel zwischen 450 und 550 mm; die durchschnittliche Tagestemperatur liegt im Winter bei ca. 15–20 °C, im Sommer bei ca. 30 bis 35 °C; nachts werden oft nur noch ca. 5 °C erreicht.
Orte
Zahlreiche Dörfer und Kleinstädte bilden regionale Siedlungskerne. Die wichtigsten Städte wie Beni Mellal, Kasba Tadla, Bejaâd und Oued Zem liegen in den Randzonen der Tadla-Ebene; nur die Stadt Fkih Ben Salah liegt annähernd im Zentrum.

## Wirtschaft
In früheren Zeiten diente die Tadla-Ebene hauptsächlich der Selbstversorgung ihrer Bewohner – größere Märkte waren selten oder – wie Marrakesch – zu weit entfernt; andere Städte gab es nicht. Das Gebiet war jedoch geprägt von ständigen Rivalitäten zwischen umherziehenden Nomaden und sesshaften Ackerbauern; beide Gruppen behaupten einen arabisch-stämmigen Ursprung. Erst nach dem Bau von Bewässerungskanälen und Straßen während der Zeit des französischen Protektorats (1912–1956) wuchsen die größeren Orte zu Städten heran und die Region nahm einen enormen wirtschaftlichen und demographischen Aufschwung. Heute weiden die wenigen noch existierenden Nomaden ihre Schaf- und Ziegenherden hauptsächlich in den zumeist felsigen Randzonen; Rinder leben in Ställen. Das in großen Teilen bewässerte Kerngebiet ist gekennzeichnet durch weiträumige Felder (Weizen, Gerste, Zuckerrüben etc.) und Plantagen (Orangen, Oliven, Aprikosen etc.)

## Geschichte
Im 16. Jahrhundert entstand in Boujad die immer mächtiger werdende religiöse Cherkaoui-Bruderschaft, deren Aktivitäten von der Zentralregierung des Sultans nur schwer kontrolliert werden konnten. Im 17. Jahrhundert gründete Sultan Mulai Ismail die ersten Kasbahs am Rand der Städte Beni Mellal und Kasba Tadla. Nach dem Ende der französischen Kolonialherrschaft (1956) übernahm die marokkanische Zentralregierung die Macht; durch Zuwanderung vieler Berberfamilien aus den Bergregionen des Mittleren und Hohen Atlas verzehnfachte sich seitdem die Bevölkerungszahl der Tadla-Ebene.